# Saling Township
Die Saling Township ist die westlichste von acht Townships im Audrain County im mittleren Nordosten des US-amerikanischen Bundesstaates Missouri. Das U.S. Census Bureau hat bei der Volkszählung 2020 eine Einwohnerzahl von 1.457 ermittelt.

## Geografie
Die Saling Township liegt rund 95 km nördlich des Missouri River und rund 120 km westlich des Mississippi, der die Grenze zu Illinois bildet.
Die Saling Township liegt auf 39° 17′ N, 92° 10′ W und erstreckt sich über 203,15 km². 
Die Saling Township liegt im äußersten Westen des Audrain County und grenzt im Süden an das Boone County, im Westen an das Randolph County sowie im Norden an das  Monroe County. Innerhalb des Audrain County grenzt die Wilson Township im Osten an die Wilson Township.

## Verkehr
Die südliche Grenze der Saling Township bilden die Missouri State Routes 22 im Westen und 151 im Osten. Letztere verläuft nach der Kreuzung in nördlicher Richtung durch das gesamte Gebiet der Township. Bei allen weiteren Straßen innerhalb der Township handelt es sich um untergeordnete und zum Teil unbefestigte Fahrwege.
Parallel zur State Route 22 verlaufen zwei Eisenbahnlinien der Norfolk Southern Railway von St. Louis nach Kansas City und der Kansas City Southern  von Springfield in Illinois ebenfalls nach Kansas City. 
Mit dem Mexico Memorial Airport befindet sich rund 40 km ostsüdöstlich der Saling Township ein kleiner Flugplatz. Die nächstgelegenen größere Flughäfen sind der rund 200 km ostsüdöstlich gelegene Lambert-Saint Louis International Airport und der rund 270 km westlich gelegene Kansas City International Airport.

## Demografische Daten
Nach der Volkszählung im Jahr 2010 lebten in der Saling Township 1472 Menschen in 337 Haushalten. Die Bevölkerungsdichte betrug 7,2 Einwohner pro Quadratkilometer. In den 337 Haushalten lebten statistisch je 4,2 Personen. 
Ethnisch betrachtet setzte sich die Bevölkerung zusammen aus 96,8 Prozent Weißen, 1,3 Prozent Afroamerikanern, 0,5 Prozent amerikanischen Ureinwohnern, 0,1 Prozent (zwei Personen) Asiaten sowie 0,5 Prozent aus anderen ethnischen Gruppen; 0,7 Prozent stammten von zwei oder mehr Ethnien ab. Unabhängig von der ethnischen Zugehörigkeit waren 1,1 Prozent der Bevölkerung spanischer oder lateinamerikanischer Abstammung. 
48,9 Prozent der Bevölkerung waren unter 18 Jahre alt, 44,7 Prozent waren zwischen 18 und 64 und 6,4 Prozent waren 65 Jahre oder älter. 51,1 Prozent der Bevölkerung war weiblich.
Das mittlere jährliche Einkommen eines Haushalts lag bei 47.188 USD. Das Pro-Kopf-Einkommen betrug 13.214 USD. 36,6 Prozent der Einwohner lebten unterhalb der Armutsgrenze.

## Ortschaften
In der Saling Township existiert keine Siedlung. Die Bewohner leben verstreut über das gesamte Gebiet der Township.